# Samsung Galaxy SmartTag
Samsung Galaxy SmartTag je lokalizátor (vyhledávač klíčů a objektů) od společnosti Samsung Electronics využívající pro zjištění pozice Bluetooth LE a mobilní telefony. Zařízení bylo oznámeno na akci Samsung Galaxy Unpacked dne 14. ledna 2021. Je nástupcem zařízení Samsung Connect Tag z roku 2017. Konkurenčními zařízeními jsou například AirTag od firmy Apple nebo přívěsky od firem Tile či Fixed (bez podpory anonymního offline vyhledávání).

## Charakteristika
SmartTag je malé zařízení (klíčenka), které je možné připojit k různým objektů (svazek klíčů, zavazadlo, jízdní kolo a podobně), a které následně slouží k jejich snadnějšímu nalezení. Klíčenka obsahuje elektronické zařízení napájené pomocí vestavěné knoflíkové lithiové elektrické baterie typu CR2032, se kterou vydrží fungovat necelý jeden rok. Pro komunikaci se spárovaným mobilním zařízením je využívána úsporná technologie Bluetooth LE (low energy). Dosah vysílání je asi 120 metrů (bez překážek), což v budovách znamená dostupnost zhruba přes slabší zeď (podobně jako bezdrátová Bluetooth sluchátka). Na klíčence se nachází programovatelné tlačítko, kterým lze ovládat chytrá domácí zařízení kompatibilní se sítí SmartThings. Přívěšek nemá senzor pohybu a není vodotěsné (má krytí pouze IP53).
Mobilní zařízení může v dosahu Bluetooth signálu na klíčence zapnout zvukový signál vysílaný pomocí vestavěného piezoelektrického reproduktoru o síle 85–96 dB (bez překážek), čímž lze klíčenku i k ní připojené zařízení snadněji najít. Pomocí změny síly signálu od klíčenky lze zhruba určit vzdálenost (resp. jestli se při pohybu přibližujete nebo vzdalujete od klíčenky).
U typu SmartTag+ vydrží baterie kvůli integrované technologii ultra-wideband asi půl roku (je dostupný od dubna 2021). Pokud i mobilní zařízení Samsung Galaxy podporuje technologii ultra-wideband, ukazuje uživateli směr, ze kterého signál klíčenky přichází.
Pokud není klíčenka v dosahu Bluetooth signálu, lze ji offline lokalizovat pomocí sítě Samsung SmartThings Find Network, která využívá jakýchkoliv jiných Samsung Galaxy zařízení, které se vyskytnou v dosahu Bluetooth signálu klíčenky. Zachytí-li zařízení Samsung Galaxy signál od klíčenky, sdělí anonymně do sítě Samsung SmartThings Find Network aktuální pozici zjištěnou pomocí lokačních funkcí dostupných v Android zařízení (GPS, Wi-Fi sítě, BTS buňky mobilního operátora) a majitel klíčenky tak může následně pozici SmartTagu vidět pomocí aplikace SmartThings na mapě.

### Související stránky
- AirTag